# حبيب بوقلمونة
حبيب بوقلمونة (من مواليد 12 ديسمبر 1988 بمدينة غليزان)، لاعب كرة قدم جزائري يلعب مع وفاق سطيف كمهاجم. ينتمي لعائلة رياضية فهو ابن اللاعب جيلالي بوقلمونة وشقيق اللاعب محمد بوقلمونة.

## مشواره الكروي
يعد اللاعب من خريجي مدرسة نادي سريع غليزان وتدرج في مختلف أصنافه حتى بلغ صنف أكابر ولعب للعديد من الفرق الجزائرية أبرزها .
|    | الفرق            | المواسم   | القسم         | الألقاب المتوج بها |
| -- | ---------------- | --------- | ------------- | ------------------ |
| 01 | اتحاد الرمشي     | ........  | بين الرابطات  | /                  |
| 02 | نادي بارادو      | 2010- ... | الثاني        | /                  |
| 02 | سريع غليزان      | 2012-2010 | بين الرابطات  | /                  |
| 04 | اتحاد الحراش     | 2013-2012 | المحترف الاول | /                  |
| 03 | شبيبة الساورة    | 2014-2013 | المحترف الاول | /                  |
| 03 | هلي برج بوعريريج | 2016-2014 | المحترف الاول | /                  |
| 04 | اتحاد بلعباس     | 2018-2016 | المحترف الاول | كأس الجزائر        |
| 05 | وفاق سطيف        | 2018- ... | المحترف الأول | /                  |

كما سمحت له الفرص باللعب مع الفريق الوطني للمحليين 2018 و 2019 . 

## روابط خارجية
- حبيب بوقلمونة على موقع قاعدة بيانات كرة القدم.إي يو (الإنجليزية)
- حبيب بوقلمونة على موقع Soccerway.com (الإنجليزية)